# Billegetőfélék

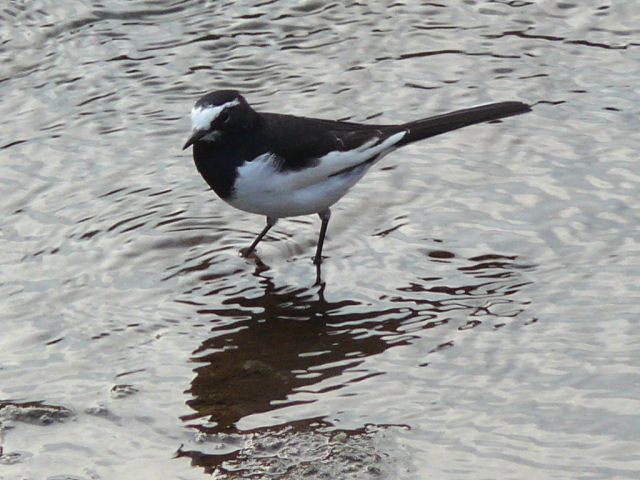
Palaszínű billegető (Motacilla grandis)

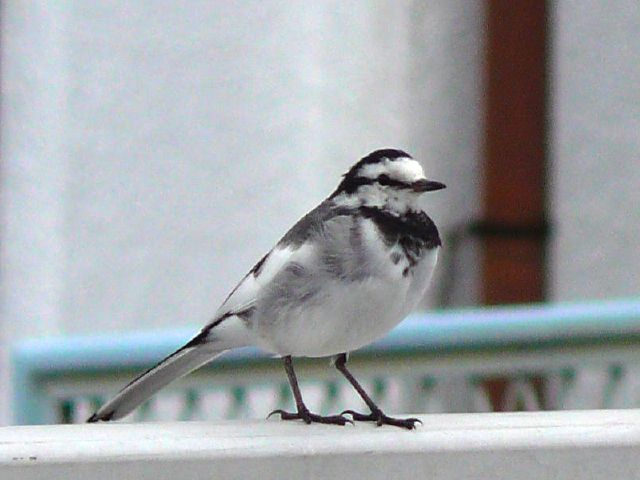
Feketehátú billegető Motacilla lugens

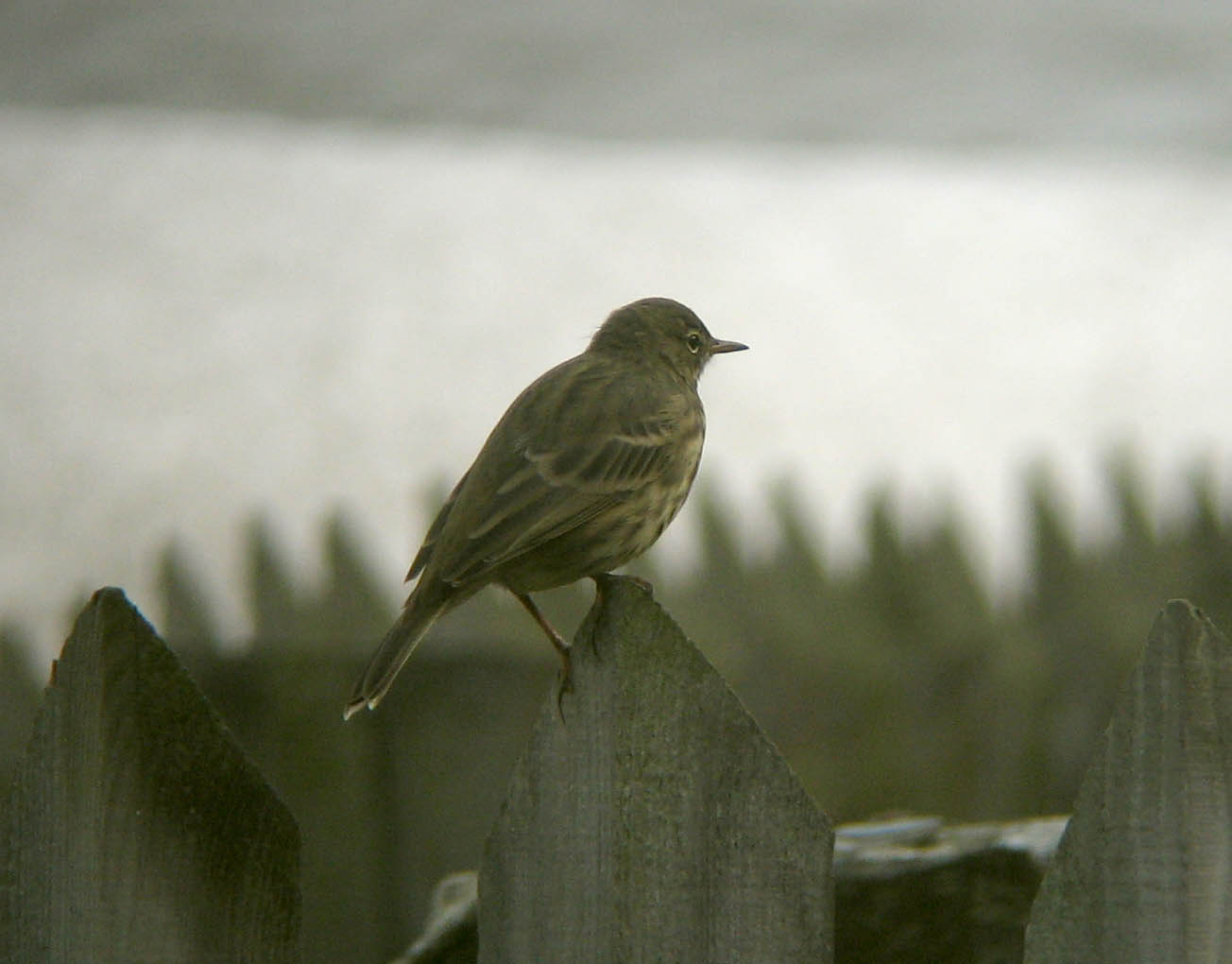
Parti pityer (Anthus petrosus)

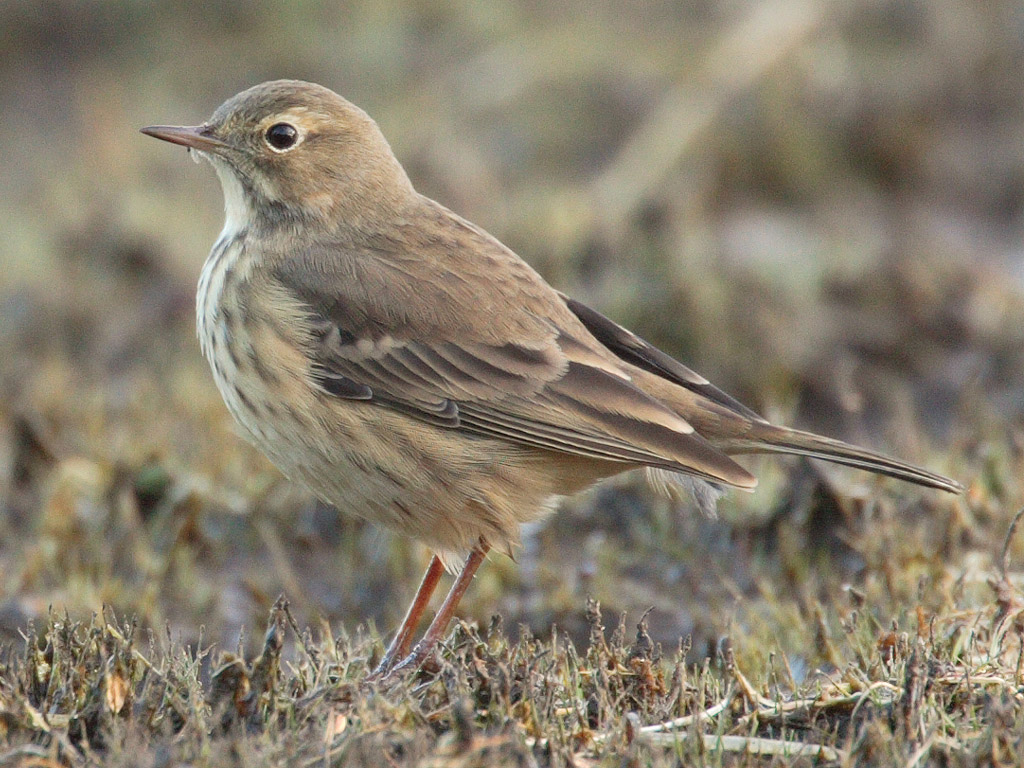
Csendes-óceáni vízipityer (Anthus rubescens)

A billegetőfélék (Motacillidae) a madarak osztályának verébalakúak (Passeriformes) rendjébe tartozó család. Négy nem és hatvanhat faj tartozik a családba.
Karcsú testalkatúak, csőrük vékony, hosszú. Vízparton, rovarokkal táplálkoznak. Költöző madarak. A billegetők és a pityerek tartoznak ide.

## Rendszerezés
A családba az alábbi nemek és fajok tartoznak.
- Dendronanthus (Blyth, 1844) – 1 faj
  - erdei billegető (Dendronanthus indicus)

- Motacilla (Linnaeus, 1758) – 11 faj
  - hosszúfarkú billegető (Motacilla clara)
  - fokföldi billegető (Motacilla capensis)
  - madagaszkári billegető (Motacilla flaviventris)
  - hegyi billegető (Motacilla cinerea)
  - sárga billegető (Motacilla flava)
  - keleti billegető (Motacilla tschutschensis)
  - citrombillegető (Motacilla citreola)
  - kormos billegető (Motacilla madaraspatensis)
  - mekongi billegető (Motacilla samveasnae)
  - palaszínű billegető (Motacilla grandis)
  - barázdabillegető (Motacilla alba)
  - özvegy billegető (Motacilla aguimp)
  - feketehátú billegető (Motacilla lugens)

- Amaurocichla – 1 faj
  - Amaurocichla bocagii vagy Motacilla bocagii

- Tmetothylacus  (Cabanis, 1879) – 1 faj
  - aranypityer (Tmetothylacus tenellus)

- Macronyx (Swainson, 1827) – 7 faj
  - sáfránysárga sarkantyúspityer (Macronyx croceus)
  - Füllerborn-sarkantyúspityer (Macronyx fuellebornii)
  - nagy sarkantyúspityer (Macronyx capensis)
  - aranynyakú sarkantyúspityer (Macronyx flavicollis)
  - rubintorkú sarkantyúspityer (Macronyx ameliae)
  - pagani sarkantyúspityer (Macronyx aurantiigula)
  - Grimwood-sarkantyúspityer (Macronyx grimwoodi)

- Anthus (Bechstein, 1805) – 46 faj
  - citrompityer (Anthus sharpei) más néven (Macronyx sharpei)
  - aranymellű pityer (Anthus chloris)
  - csíkos pityer (Anthus lineiventris)
  - szirti pityer (Anthus crenatus)
  - fahéjszínű pityer (Anthus cinnamomeus)
  - kameruni pityer (Anthus camaroonensis)
  - afrikai sarkantyúspityer (Anthus hoeschi)
  - sarkantyús pityer (Anthus richardi)
  - keleti sarkantyúspityer (Anthus rufulus)
  - ausztrál sarkantyúspityer (Anthus novaeseelandiae)
  - barnahátú pityer (Anthus leucophrys)
  - Vaal-pityer (Anthus vaalensis)
  - gólyalábú pityer (Anthus pallidiventris)
  - malindi pityer (Anthus melindae)
  - parlagi pityer (Anthus campestris)
  - mongol pityer (Anthus godlewskii)
  - kanári pityer (Anthus berthelotii)
  - Bannerman-pityer (Anthus bannermani)
  - Jackson-pityer (Anthus latistriatus)
  - hosszúcsőrű pityer (Anthus similis)
  - Anthus nyassae
  - rövidfarkú pityer (Anthus brachyurus)
  - kafferpityer (Anthus caffer)
  - Sokoke-pityer (Anthus sokokensis)
  - erdei pityer (Anthus trivialis)
  - olívhátú pityer (Anthus hodgsoni)
  - tundrapityer (Anthus gustavi)
  - réti pityer (Anthus pratensis)
  - rozsdástorkú pityer (Anthus cervinus)
  - rózsás pityer (Anthus roseatus)
  - parti pityer (Anthus petrosus)
  - havasi pityer (Anthus spinoletta)
  - csendes-óceáni vízipityer (Anthus rubescens)
  - gyékény pityer (Anthus sylvanus)
  - nilgiri pityer (Anthus nilghiriensis)
  - Correndera pityer (Anthus correndera)
  - déli-georgiai pityer (Anthus antarcticus)
  - préri pityer (Anthus spragueii)
  - fehérhasú pityer (Anthus furcatus)
  - Hellmayr-pityer (Anthus hellmayri)
  - kolumbiai pityer (Anthus bogotensis)
  - szavannapityer (Anthus lutescens)
  - Chaco-pityer (Anthus chacoensis)
  - sárgamellű pityer (Anthus nattereri)
  - pápua pityer (Anthus gutturalis)
  - hosszúfarkú pityer (Anthus longicaudatus)
  - narancstorkú pityer (Anthus ruficollis), korábban narancstorkú pápaszemesmadár (Madanga ruficollis) - a pápaszemesmadár-félék (Zosteropidae) közül áthelyezett faj